# Philopoimen

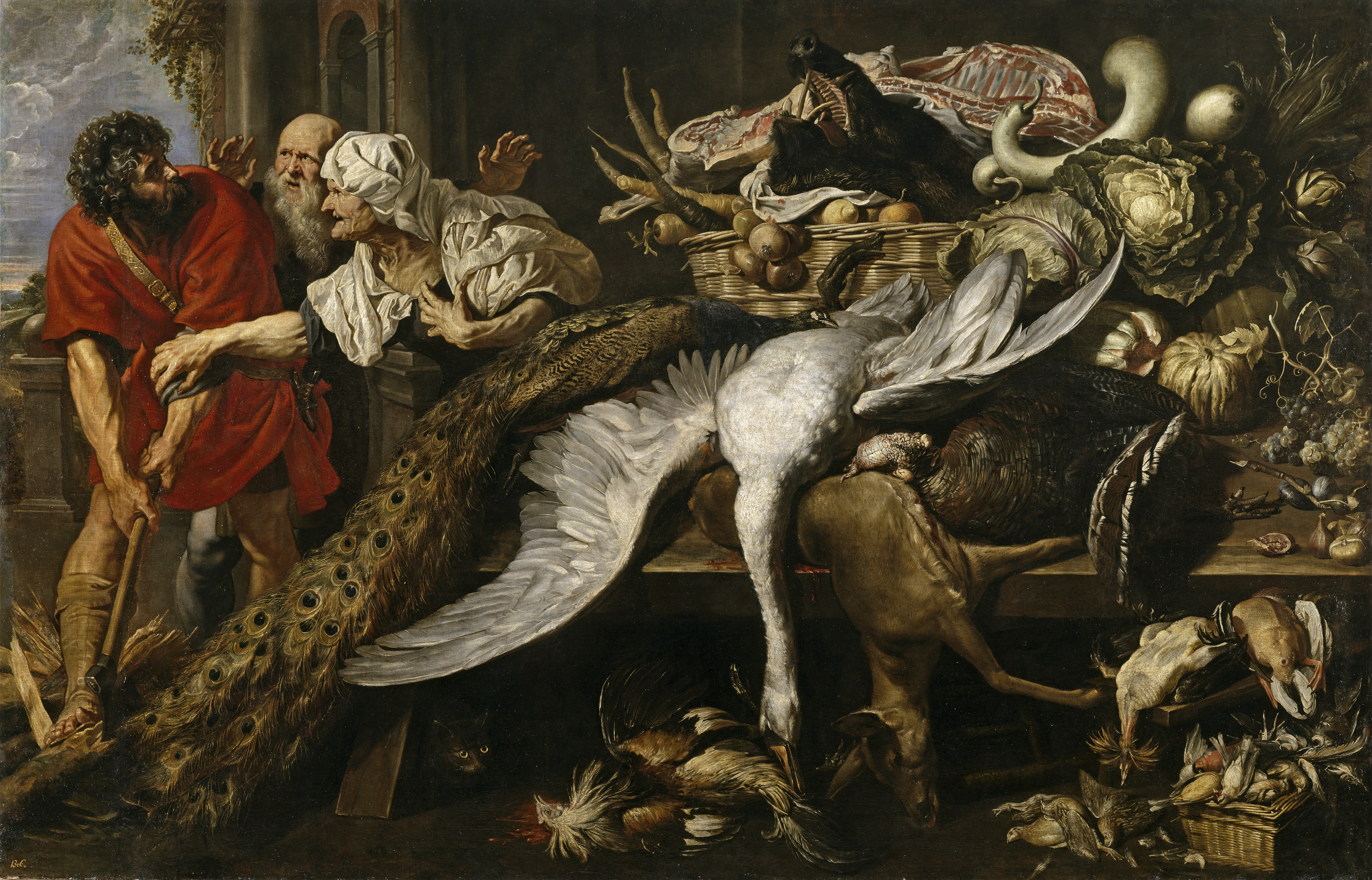

Philopoimen (altgriechisch Φιλοποίμην Philopoímēn; * 253 v. Chr. in Arkadien; † 183/182 v. Chr. in Messene) war ein griechischer Feldherr, genannt „der Letzte der Hellenen“.
Philopoimen war Sohn des reichen Gutsbesitzers Kraugis aus Megalopolis in Arkadien. Als seine Heimatstadt Anfang 222 v. Chr. von den Spartanern unter Kleomenes III. überfallen wurde, brachte er die Bewohner nach Messene in Sicherheit. In der erfolgreichen Entscheidungsschlacht gegen Kleomenes bei Sellasia im Sommer zeichnete er sich erneut aus und wurde 210 bis 209 v. Chr. Hipparch und 208 bis 207 v. Chr. Stratege des Achaiischen Bundes.
In dieser Stellung entwickelte Philopoimen eine außerordentliche Aktivität bei der Neugestaltung des Kriegswesens der Achäer und schlug bei Mantineia 207 v. Chr. die Spartaner vollständig. Als Sparta später von den Aitoliern erobert und der König (Basileus) Nabis ermordet worden war, nötigte Philopoimen die Spartaner 192 v. Chr. zur Vereinigung mit dem Achaiischen Bund.
Sparta und Messenien blieben aber nur widerwillig im Bund und 183/182 v. Chr. fielen die Messenier ab. Sofort sammelte Philopoimen seine Söldnertruppen und eine aus dem Kern des Volkes gebildete Reiterschar. Beim vorschnellen Angriff wurde er gefangen. In Messene musste er dann den Giftbecher leeren.
Nachdem Messene wieder durch die Achaier erobert worden war, wurde seine Asche feierlich in Megalopolis beigesetzt.
Plutarch hat in seinen Parallelbiographien auch eine Biographie des Philopoimen hinterlassen.